# Giangaleazzo da Correggio
Giangaleazzo da Correggio (Visconti) (... – gennaio 1517) è stato un politico italiano.

## Biografia
Era figlio di Niccolò II da Correggio (1450-1508), signore e conte di Correggio e di Cassandra Colleoni, figlia del noto condottiero Bartolomeo Colleoni.
Resse la contea di Correggio assieme ai cugini Giberto e Borso.
Morì nel 1517 e lasciò scritto nel suo testamento che considerava come eredi anche la madre e le sorelle Eleonora e Beatrice. La questione familiare si risolse solo con l'annullamente da parte di Carlo V nel 1551. Con lui si estinse anche la linea che trasse origine da Niccolò I da Correggio (morto nel 1449).

## Discendenza

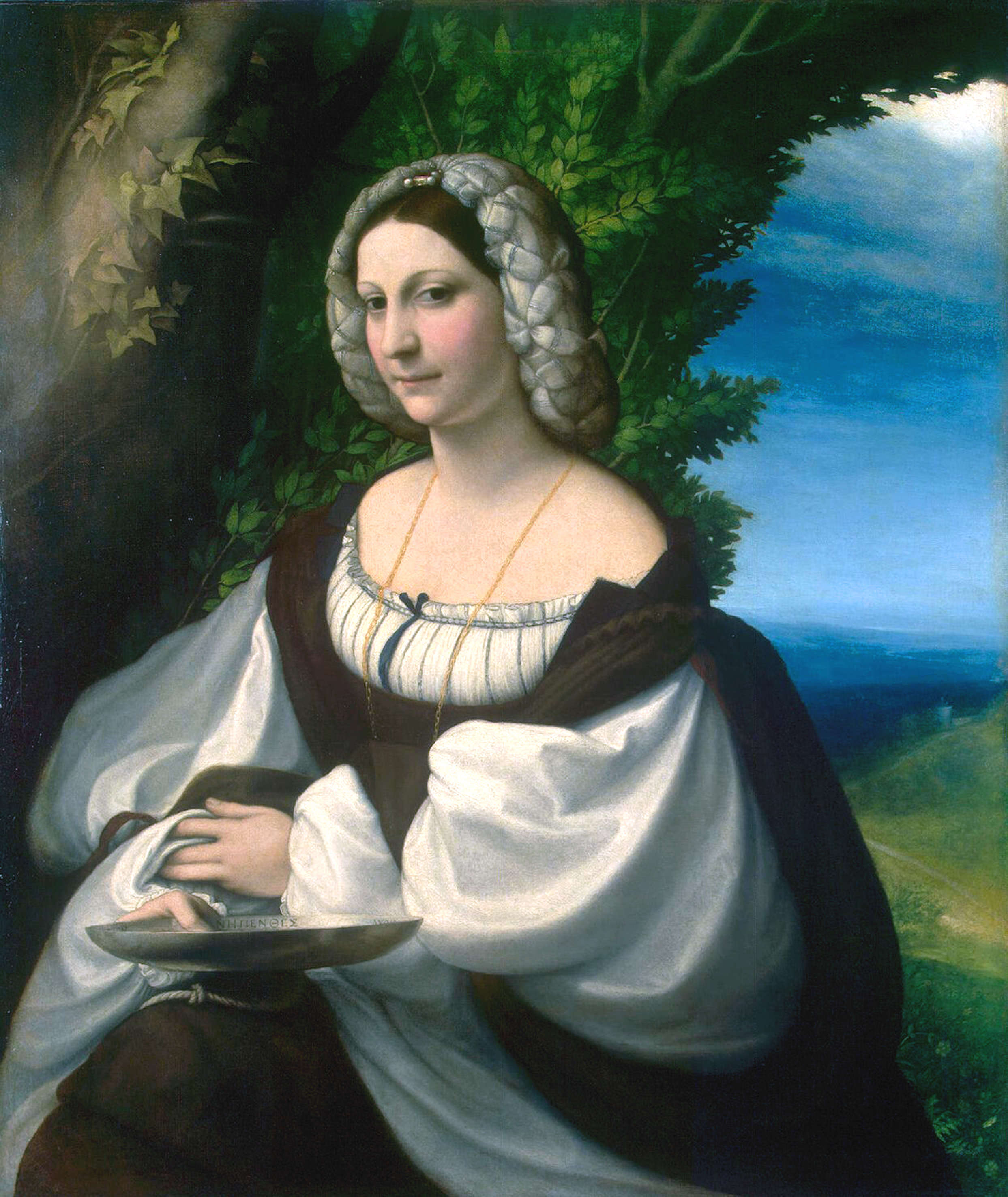
Correggio: presunto ritratto di Veronica Gambara o di Ginevra Rangoni

Giangaleazzo sposò nel 1503 Ginevra Rangoni, figlia del condottiero Niccolò Maria Rangoni, ma non ebbero figli. Dopo la morte di Giangaleazzo, Ginevra si risposò nel 1518 con Aloisio Gonzaga, marchese di Castel Goffredo.

## Ascendenza
|                                               |                         |                                                          | Genitori                                       |  |  | Nonni |  |  | Bisnonni                                       |  |  | Trisnonni                                     |  |
|                                               |                         |                                                          |                                                |  |  |       |  |  | Gherardo VI da Correggio, signore di Correggio |  |  | Giberto IV da Correggio, signore di Correggio |  |
|                                               |                         |                                                          |                                                |  |  |       |  |  | Gherardo VI da Correggio, signore di Correggio |  |  | Giberto IV da Correggio, signore di Correggio |  |
|                                               |                         | Orsolina Pio                                             |                                                |  |  |       |  |  | Gherardo VI da Correggio, signore di Correggio |  |  |                                               |  |
| Niccolò I da Correggio, signore di Correggio  |                         |                                                          |                                                |  |  |       |  |  | Gherardo VI da Correggio, signore di Correggio |  |  |                                               |  |
|                                               |                         | …                                                        | …                                              |  |  |       |  |  |                                                |  |  |                                               |  |
|                                               |                         | …                                                        | …                                              |  |  |       |  |  |                                                |  |  |                                               |  |
|                                               |                         | …                                                        | …                                              |  |  |       |  |  |                                                |  |  |                                               |  |
| Niccolò II da Correggio, conte di Correggio   |                         | …                                                        |                                                |  |  |       |  |  |                                                |  |  |                                               |  |
|                                               |                         | Niccolò III d'Este, marchese di Ferrara, Modena e Reggio | Alberto V d'Este, marchese di Ferrara e Modena |  |  |       |  |  |                                                |  |  |                                               |  |
|                                               |                         | Niccolò III d'Este, marchese di Ferrara, Modena e Reggio | Alberto V d'Este, marchese di Ferrara e Modena |  |  |       |  |  |                                                |  |  |                                               |  |
|                                               |                         | Niccolò III d'Este, marchese di Ferrara, Modena e Reggio | Isotta Albaresani                              |  |  |       |  |  |                                                |  |  |                                               |  |
| Beatrice d'Este                               |                         | Niccolò III d'Este, marchese di Ferrara, Modena e Reggio |                                                |  |  |       |  |  |                                                |  |  |                                               |  |
|                                               |                         | …                                                        | …                                              |  |  |       |  |  |                                                |  |  |                                               |  |
|                                               |                         | …                                                        | …                                              |  |  |       |  |  |                                                |  |  |                                               |  |
|                                               |                         | …                                                        | …                                              |  |  |       |  |  |                                                |  |  |                                               |  |
| Giangaleazzo da Correggio, conte di Correggio |                         | …                                                        |                                                |  |  |       |  |  |                                                |  |  |                                               |  |
|                                               | Paolo Colleoni, signore | Guidotto Colleoni, signore                               |                                                |  |  |       |  |  |                                                |  |  |                                               |  |
|                                               | Paolo Colleoni, signore | Guidotto Colleoni, signore                               |                                                |  |  |       |  |  |                                                |  |  |                                               |  |
|                                               | Paolo Colleoni, signore | …                                                        |                                                |  |  |       |  |  |                                                |  |  |                                               |  |
| Bartolomeo Colleoni, signore                  | Paolo Colleoni, signore |                                                          |                                                |  |  |       |  |  |                                                |  |  |                                               |  |
|                                               |                         | Riccadonna Saiguini de' Vavassori                        | …                                              |  |  |       |  |  |                                                |  |  |                                               |  |
|                                               |                         | Riccadonna Saiguini de' Vavassori                        | …                                              |  |  |       |  |  |                                                |  |  |                                               |  |
|                                               |                         | Riccadonna Saiguini de' Vavassori                        | …                                              |  |  |       |  |  |                                                |  |  |                                               |  |
| Cassandra Colleoni                            |                         | Riccadonna Saiguini de' Vavassori                        |                                                |  |  |       |  |  |                                                |  |  |                                               |  |
|                                               |                         | …                                                        | …                                              |  |  |       |  |  |                                                |  |  |                                               |  |
|                                               |                         | …                                                        | …                                              |  |  |       |  |  |                                                |  |  |                                               |  |
|                                               |                         | …                                                        | …                                              |  |  |       |  |  |                                                |  |  |                                               |  |
| …                                             |                         | …                                                        |                                                |  |  |       |  |  |                                                |  |  |                                               |  |
|                                               |                         | …                                                        | …                                              |  |  |       |  |  |                                                |  |  |                                               |  |
|                                               |                         | …                                                        | …                                              |  |  |       |  |  |                                                |  |  |                                               |  |
|                                               |                         | …                                                        | …                                              |  |  |       |  |  |                                                |  |  |                                               |  |
|                                               |                         | …                                                        |                                                |  |  |       |  |  |                                                |  |  |                                               |  |